# 樺林紅菇
樺林紅菇（學名：Russula betularum），俗稱樺木脆褶（birch brittlegill），是一種擔子菌門真菌，隸屬於俗稱脆褶（Brittlegill）的紅菇屬。這種真菌體形細小，顏色蒼白，不可供食用，並且常在樺木下生長。

## 分類
樺林紅菇最早是由真菌學家弗雷德里克·貝亞德·霍拉（Frederich Bayard Hora）描述的。其學名中的「）源自拉丁文，意思是「樺樹的」，指的是這種真菌經常在樺木下生長。有時候，這種真菌會被視為毒红菇的亞種。

## 描述
樺林紅菇的菌蓋直徑約為2–5厘米（0.8–2英寸），呈凸面狀或扁平狀，且菌蓋中央部份可能會下陷。菌蓋邊緣較為繃緊，且子實層是自由下垂的或連生的。其菌蓋的顏色為白色至淺粉色，部份菌蓋的顏色更加是深粉色，甚至是淺黃色。雖然大部份菌蓋都呈白色或淺粉色，但菌蓋中央部份卻較多呈淺黃赭色。其菌柄的長度通常比菌蓋的直徑長，並且是圓柱形或梅花形。其顏色為白色，並且是非常脆弱的。其菌褶也是白色的，並且互相有著較大的間距。其孢子印是白人色的，而菌肉也是白色的。其味道辛辣。:20
脆紅菇（Russula fragilis）與樺林紅菇外觀相似，它們均有呈白色，並且在同一種生境出現。然而，後者的子實層只有四分之三的剝離，菌蓋中部的顏色較深，且染著紫色的色調。其菌褶邊緣砉亦呈鋸齒狀。:25

## 分佈及生境
樺林紅菇主要於夏季到初秋期間出現。這種真菌廣泛地分佈於英國、歐洲和斯堪的納維亞半島，並且是以外生菌根的形式在樺木下生長。這種真菌通常在樹林中潮濕的地方生長。

## 可食性
樺林紅菇並不可供食用，並且有著辛辣的味道。很多類似的紅菇屬真菌在生吃時甚至是有毒的。進食有毒紅菇屬真菌在後的症狀主要是與胃腸道有關的：腹瀉、嘔吐和腹部絞痛。雖然辣紅菇的有毒成份仍然未知，但真菌學家們指出有毒成份很可能是有毒紅菇獨有的倍半萜。